# Tribasodites liboensis
Tribasodites liboensis (лат.) — вид пещерных жуков-ощупников рода Tribasodites из семейства стафилиниды (Batrisini, Pselaphinae).

## Распространение
Встречаются в Китае, провинция Гуйчжоу, Libo Xian, пещера Bimang Dong Cave.

## Описание
Мелкие коротконадкрылые жуки. Длина тела около 3 мм. Вершина головы самца простая, без модификаций; VIII—XI членики усика модифицированы; каждый сложный глаз состоит примерно из 45 фасеток; пронотум с небольшими боковыми шипами; метавентрит слегка приподнят над задними тазиками, редко покрыт длинными волосками; эдеагус с вершинной частью срединной доли, разделенной на две части, дорсальная часть немного короче вентральной. Самка неизвестна. Основная окраска красновато-коричневая.

## Систематика и этимология
Вид был впервые описан в 2015 году по типовым материалам из Китая. Назван по имени типовой местности (Libo Xian). Современная классификация с 1995 года рассматривает род Tribasodites в составе трибы Batrisini из надтрибы Batrisitae (ранее подсемейства в составе Pselaphidae, ныне Pselaphinae, Staphylinidae).